# 君と出会ってから僕は
『君と出会ってから僕は』（きみとであってからぼくは）は、吉井ハルアキによるボーイズラブ漫画。pixivコミック内のウェブコミック配信サイト『ビーボーイP!』（リブレ）にて2019年3月19日から2020年6月23日まで連載された。また、2021年5月20日には番外編『君と出会ってから僕は -その後-』が電子書籍限定で発売されている。

## あらすじ
高校教師で進路指導担当の本田孝一は、同じく教師の辻から、進路についてまともに取り合ってくれない遠藤学の指導をお願いされた。辻と同様本田に対しても軽くあしらう遠藤だったが、本田のひたむきな姿に次第に心を開いていく。しかし、遠藤の自分に対する接し方にときめいてしまった本田は、教師と生徒だから駄目だ、と自分の気持ちから逃げ続ける。遠藤も、そんな本田に対して特別な感情を持ち始めていた。

## 登場人物
本田 孝一（ほんだ こういち）
数学科の高校教師。進路指導を担当している。ゲイである。
遠藤 学（えんどう がく）
3年1組の生徒。出席番号は4番。
高槻 一（たかつき はじめ）
本田の同級生。本田に教師になることを勧めた。
辻（つじ）
遠藤のクラスの担任。
飯田（いいだ）
本田が中学の時に仲が良かった女子。本田の事をこうちゃんと呼ぶ。

## 書誌情報
- 吉井ハルアキ 『君と出会ってから僕は』 リブレ〈ビボピーコミックス〉、2020年7月20日発売[3]、ISBN 978-4-7997-4864-0

## 関連作品
- その恋、自販機で買えますか? - 同作者による別作品